# Haus (Dorfen)
Haus ist ein Gemeindeteil der Stadt Dorfen im oberbayerischen Landkreis Erding.

## Lage
Der Weiler Haus liegt in der Luftlinie 500 Meter östlich der Bundesstraße B15 und 4,1 Kilometer nordwestlich der Marktkirche von Dorfen.

## Bevölkerung
Im Mai 1987 lebten in Haus 36 Einwohner in neun Wohngebäuden, von denen eines in zwei Wohnungen aufgeteilt war.